# Yaruki St. Cherry high school
Yaruki: St. Cherry High School es un manga shōjo de fantasía y humor creado por Akane (A.I Project)que consta de un total de 6 tomos. En este manga se narra la historia de una chica llamada Misaki que llega a la escuela St. Cherry dispuesta a empezar una 'nueva vida'. Desafortunadamente, las cosas ahí no cambiarán demasiado.

## Argumento
Misaki es una chica de 15 años que, al recibir una misteriosa carta, se cambia de escuela para no ir a la que sus padres y vecinos quisieron con la hija de éstos, la cual le causó un trauma a Misaki durante su época estudiantil. Le rompía libretas, espantaba a los chicos que le gustaban para que no se acercasen a ella y muchas otras cosas crueles.
Misaki piensa que así empezará una nueva vida, pero lo que no sabe es que irá a un instituto de lo más singular, llamado St.Cherry High School.
Allí Misaki tiene miedo de todos, al principio, pero cuando se hace amiga de la vivaz Pastel y el rebelde Yuji, todo parece cambiar.
Pero no todo es felicidad, a Misaki también le ocurrirán cosas misteriosas y que su profesor de magia le revele una cruel verdad.

## Personajes
- Misaki es la protagonista de la historia. Tiene 15 años y lleva dos coletas atadas con una cinta azul,pelo rubio y ojos marrones castaños. Ingresó en la escuela con la esperanza de poder olvidarse de su pasado, en el cual la hija de los vecinos entró causándole un trauma que le perseguirá en su estancia. Misaki es tranquila y puede parecer tímida, pero hace muy rápido amigos, aunque tenga miedo de que le ocurra lo mismo de su pasado. Misaki se parece a Rio,un personaje del juego hentai Clover Heart´s.

- Yuji es un chico que se sienta al lado de Misaki. Al igual que Misaki, tiene 15 años y medio, siempre se le ve con la camisa desabrochada, lleva el pelo castaño y ojos grises. Yuji es un alumno rebelde, que se hace amigo de Misaki, pero que cuando están en "la mazmorra del castigo" le dijo a Misaki, que le dio un balonazo porque le caía mal. A Misaki le gustaría ser amiga de Yuji,pero casi siempre Yuji se ve frío. Lo que une a Yuji y a Misaki quizás sea por su pasado, los dos querían empezar una nueva vida en el instituto. Yuji vivía con su madre en una casa de un barrio muy tranquilo.Su madre le llamaba igual que Pastel lo hacía,Yu-chan de una forma cariñosa. El padre de Yuji había fallecido y su madre se iba a casar con un hombre con el que llevaba saliendo un tiempo. Al final su madre le dijo a Yuji que iban a vivir el hombre(quién iba a ser el nuevo padre de Yuji) y la abuela Hitoe,sus dos hijos gemelos,Shotaro y Kotaru y la hija mayor,Miyuki y el perro,el cual siempre va mordiendo el brazo de Yuji. La vida para Yuji es un infierno. En el capítulo dónde se narra su pasado,capítulo 18, se acerca un poco más la razón que colmaba el vaso de que Yuji se quisiese ir, su hermanastra Miyuki, la cual acosaba a su hermanastro. Después de esto,recibe una carta invitándolo al institu St. Cherry, y él, sin dudarlo se va. Yuji comparte habitación con Ryousuke, el cual, nada más ingresar, fue desnudo a su cama y le intenró quitar la ropa con tal de que se sonrojase para apuntarlo en su lista de conquistas. Pero Yuji, sigue en el instituto, ya que vive una vida feliz.

- Pastel es una chica muy extrovertida y que no tiene vergüenza de expresar lo que siente,aunque a veces eso la lleve a un aprieto. Tiene 15 años y es la compañera de habitación de Misaki. Pastel tiene el pelo corto rosado con dos lazos a los lados. Ella asegura que le gustaría tener el pelo tan largo cómo Misaki. Era compañera de Yuji en primaria.Y por eso a veces le llama, Yu-chan, al igual que hacía la madre de Yuji cómo muestra de afecto. El nombre de Pastel no es sacado de la palabra española "pastel". Según afirma la autora, el personaje de Pastel es su personaje de Ragnarok Online, la cual es una maga blanca, igual que a las clases que va Pastel.

## Clubes
La escuela dispone de una serie de clubes, que permiten a los alumnos explotar sus capacidades, ya sean físicas, intelectuales o mágicas.
Se puede acceder al club deseado rellenando una solicitud e introduciéndola en unos buzones con forma del famoso personaje Keroro Gunsou.